# 亚历山大·鲍里索维奇·热列兹尼亚科夫
亚历山大·鲍里索维奇·热列兹尼亚科夫（俄语：Александр Борисович Железняков，1957年1月28日—）是俄罗斯科学家，火箭航天技术领域负责人，作家及新闻撰稿人。

## 生平
热列季扬科夫·亚历山大·鲍里斯维契于1957年1月28日出生于列宁格勒市，他毕业于列宁格勒大学（现在是圣彼得堡国立大学），为俄罗斯宇宙科学院通讯院士。1980年起在列宁格勒的科技生产协会“动量”科技生产协会任工程师。从1983年到1989年在列宁格勒的“红星”科技生产协会专栏任工程师，专栏副主任及专栏主任。从1989年到2001年在科技委“彩虹”任专栏主任，中央专栏主任，副总裁，第一副总裁及总裁。从2001年起任中央科学研究所工作和技术控制论行政顾问总监。

## 成果和获奖奖项
其获有一级和二级祖国功勋奖章，圣彼得堡成立三百年丰碑奖，加加林宇航飞行四十周年和俄罗斯联邦功勋奖等。